# 789 Lena
A 789 Lena (ideiglenes jelöléssel 1914 UU) a Naprendszer kisbolygóövében található aszteroida. Grigorij Nyeujmin fedezte fel 1914. június 24-én.